# Dansen (Matisse)
Dansen (franska: La Danse) kan avse två målningar av den franske konstnären Henri Matisse. Den ena dateras till 1909 och är sedan 1963 utställd på Museum of Modern Art i New York; den andra dateras till 1909–1910 och ingår sedan 1948 i samlingarna på Eremitaget i Sankt Petersburg. 

## Motiv
Dansande figurer var ett återkommande tema i Matisses konst; redan 1906 målade han fem i ring dansande figurer i Livsglädjen. Den förenklade bildkompositionen och den vilda rytmiska ringdansen visade Matisses intresse för en svunnen guldålder (jämför de dansande i Lucas Cranach den äldres Guldåldern). De primitiva inslagen i formbehandlingen är inspirerade av Paul Gauguin; målningens ämne antyder också något av samma vision av människan i naturtillstånd som Gauguin sökt skildra i sina målningar från Tahiti. Skillnaden är att Matisses figurer inte är några "ädla vildar"; ämnet är snarare en hednisk scen från det klassiska Arkadien. I detta naturtillstånd såg Matisse en mänsklig originalitet, en känslomässig frigörelse och en ohämmad livsglädje, som han menade hade gått förlorad i den moderna civilisationen.

## Sankt Petersburgsversionen
Dansen II är inte bara huvudversionen för detta motiv utan också en höjdpunkt i Matisse stora oeuvre. Den monumentala bilden, som mäter 260 x 391 cm, skildrar fem nakna kvinnofigurer dansade i ring. Alla element i motivet är mycket förenklade och bilden innehåller endast fyra färger: dansarnas röda kroppar, landskapets gröna gräs, den klarblå himlen och de brunröda hårsvallen. 
Det var den ryska affärsmannen och konstsamlaren Sergej Stjukin(en) som beställde verket för trapphuset i hans herrgård i Moskva. Samtidigt beställde han Musiken som kan betraktas som en pendang till Dansen. Stjukin ägde sedan tidigare Matissetavlan Harmoni i rött från 1908. Dansen II ställdes ut på höstsalongen i Paris 1910 och transporterades därefter till Moskva. Efter ryska revolutionen 1917 konfiskerades Stjukins konstsamling och idag är de nämnda tre verken utställda på Eremitaget i Sankt Petersburg. Själv flydde Stjukin till Paris där han avled 1936.

## Dansen I
Dansen I är en ljusare, lösare och mer skissartad version från 1909. Matisse behöll denna version och först 1939 såldes den av sonen Pierre till den amerikanen Walter Chrysler jr(en). År 1963 förvärvas tavlan av Nelson Rockefeller som donerade den till Museum of Modern Art.
Matisse skildrade ofta sin ateljé med egna verk hängande på väggarna. Dansen I avbildas i några målningar som föreställer hans ateljé på Boulevard des Invalides(fr), till exempel Stilleben och "Dansen" (1909, 89,5 x 117,5, Eremitaget) och Nasturtiums och "Dansen" (1910–1912, 193 x 114 cm, Pusjkinmuseet). Båda ingick i den ryske affärsmannen Ivan Morozovs konstsamling som även den konfiskerades efter ryska revolutionen. På Metropolitan Museum of Art finns en annan version av Nasturtiums och "Dansen" (1912).

## Philadelphiaversionen
På uppdrag av amerikanen Albert C. Barnes(en) återkom Matisse till motivet 1931–1933. Denne beställde då en triptyk till tre lunetter (välvda väggar) i hans hem i Merion, en förstad till Philadelphia. Matisse utförde de med oljefärg på duk i sitt hem i Nice. Den slutliga versionen består av tre skilda men sammanhängande målningar med monumentala mått (vänster: 340 x 441 cm, mitt: 356 x 503 cm, höger: 339 x 439 cm). Verket är alltjämt utställt på Barnes Foundation i Philadelphia. En första version av triptyken, som lades åt sidan när Matisse upptäckte att han räknat fel på dimensionen på lunetterna i Barnes hem, är idag utställt på Palais de Tokyo i Paris.

## Bildgalleri

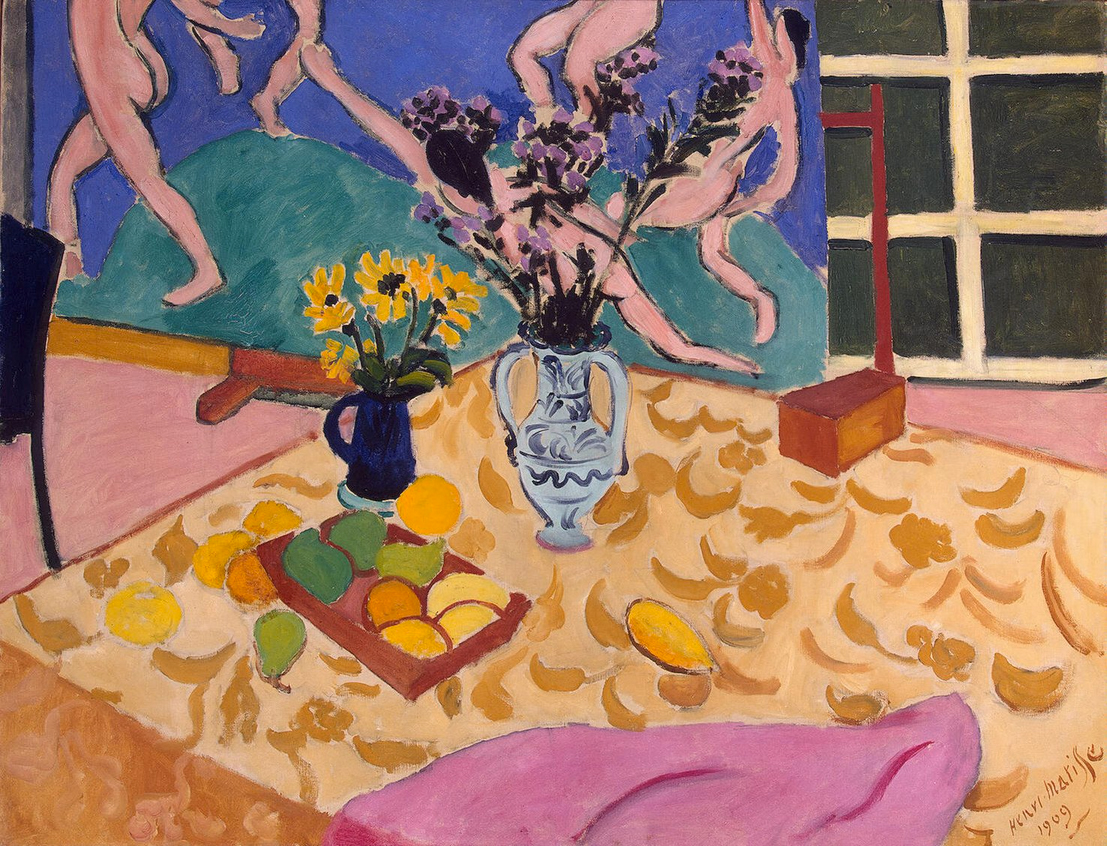
Stilleben med "Dansen" (1909), Eremitaget.
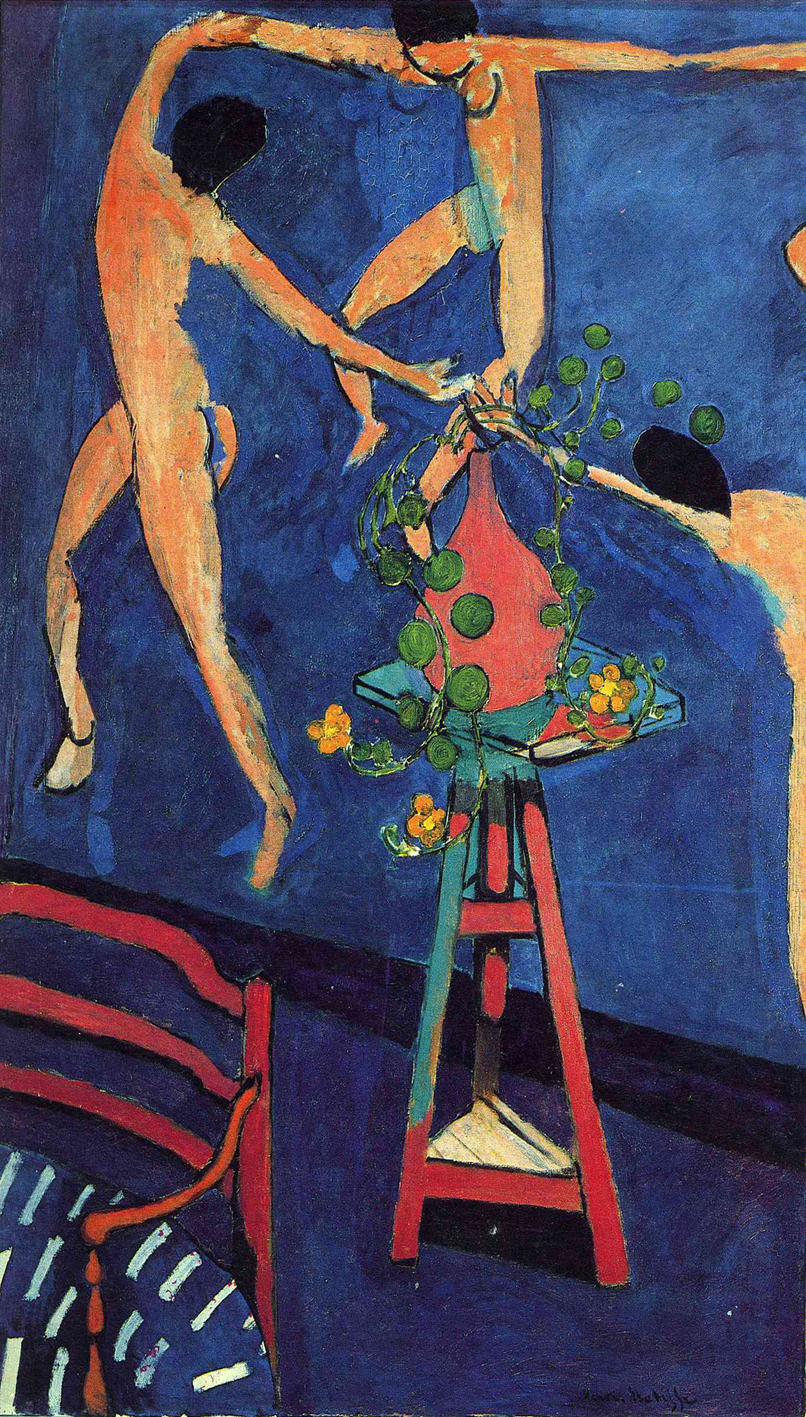
Nasturtiums och "Dansen" (1910–1912), Pusjkinmuseet.
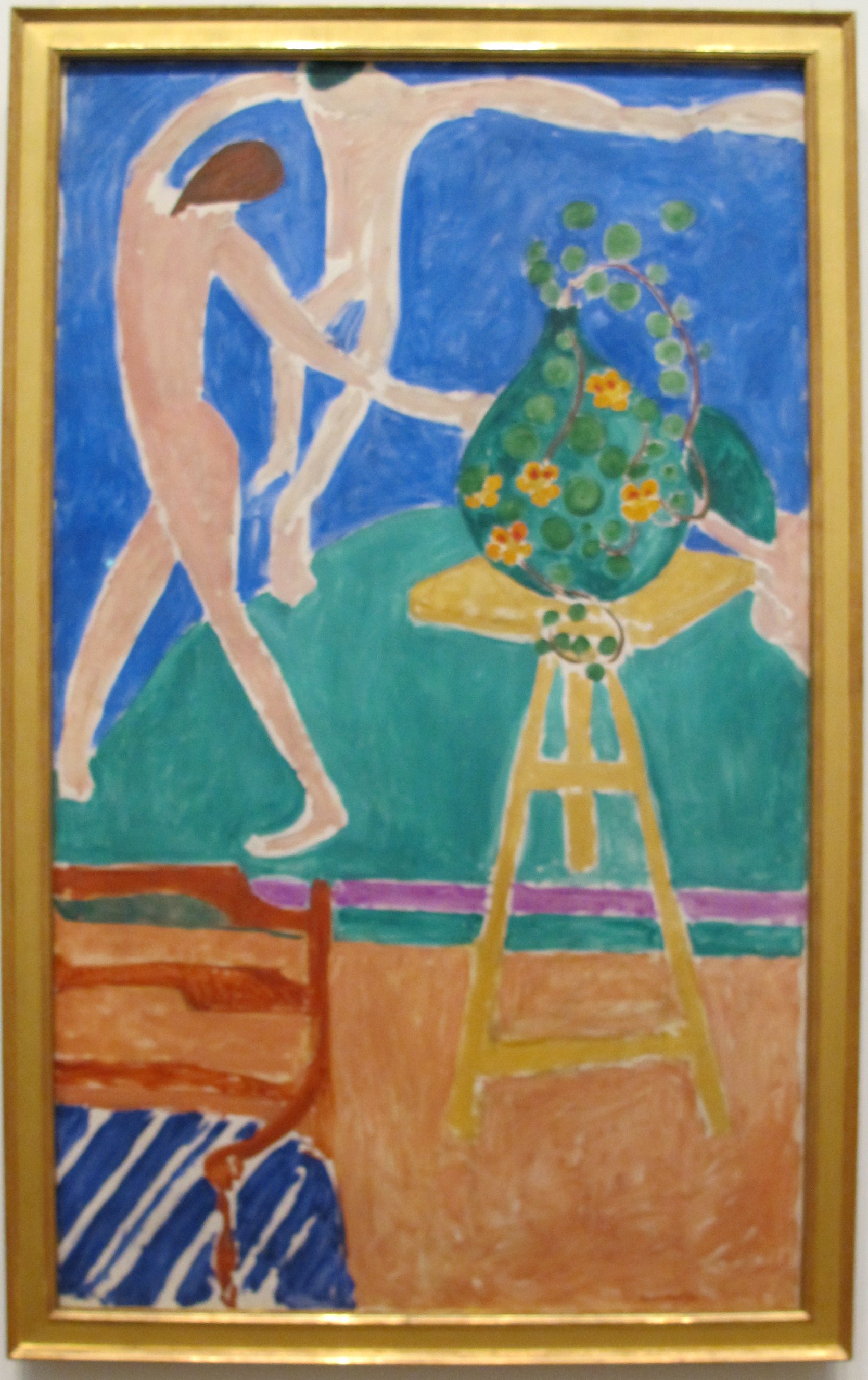
Nasturtiums och "Dansen" (1912), Metropolitan Museum of Art.